# Nives Meroi

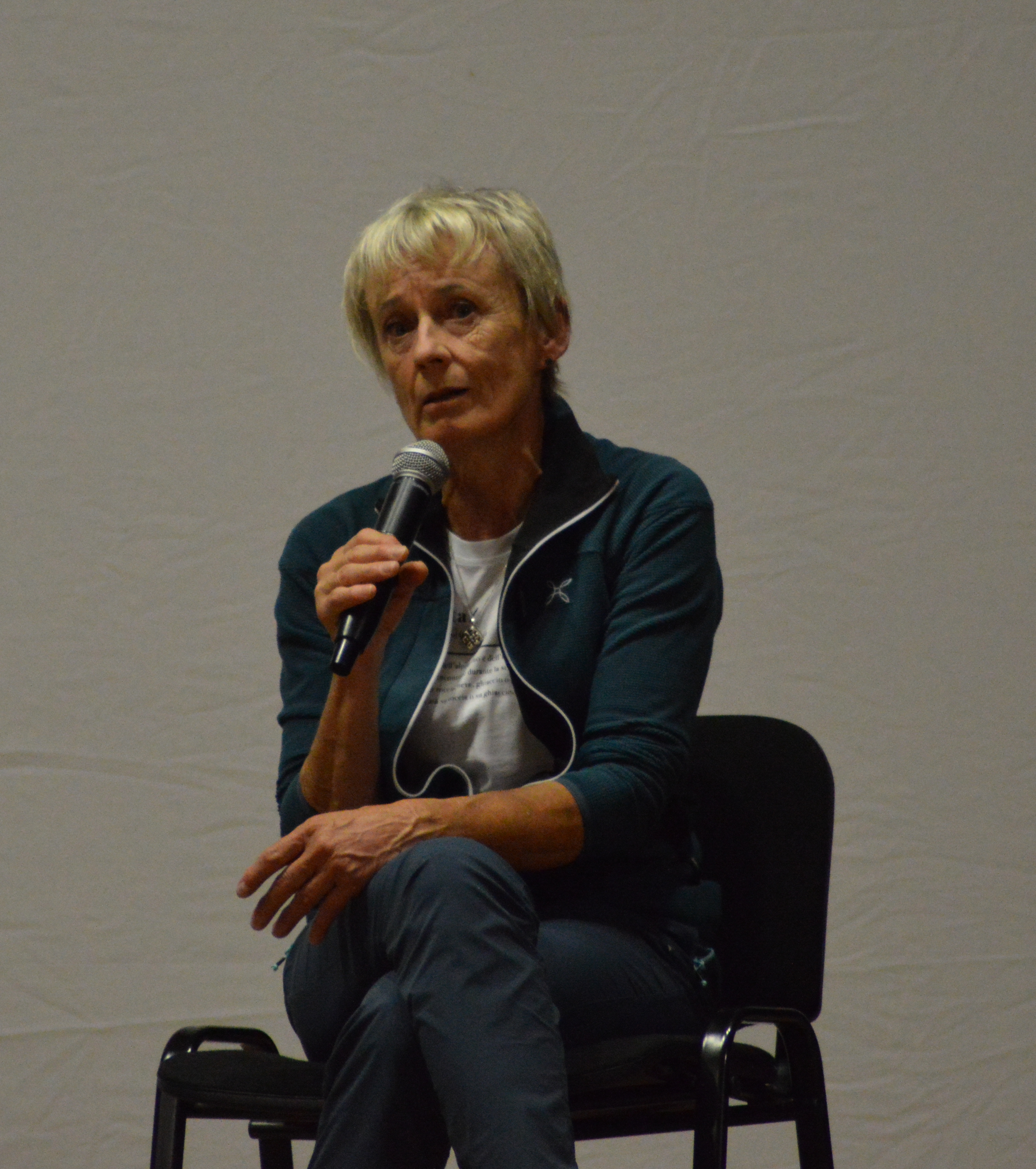
Nives Meroi, 2024

Nives Meroi (* 17. September 1961 in Bonate Sotto, Provinz Bergamo) ist eine italienische Bergsteigerin. Sie gehört zu den besten und erfolgreichsten Höhenbergsteigerinnen. Nach Gerlinde Kaltenbrunner ist Nives Meroi die zweite Frau, die alle 14 Achttausender ohne Zuhilfenahme von Flaschensauerstoff bestiegen hat. Mit ihrem Mann Romano Benet bildet sie das erste Bergsteigerehepaar, dem das gelang.

## Herkunft, Jugend, Privatleben
Meroi wurde 1961 in Bonate Sotto in der Provinz Bergamo geboren. Als Jugendliche begann sie sehr früh in die Berge zu gehen, zuerst zum Wandern, später zum Klettern. Bevorzugtes Ziel waren in dieser Zeit die Julischen Alpen. Begleitet wurde sie dabei von Romano Benet, einem Jugendlichen, den Meroi bereits von der Schule her kannte. Als Ende der 1970er Jahre aus der Seilschaft eine Liebesbeziehung wurde, verband beide das Gleiche: die Liebe zu den Bergen und zum Klettern. Nives und Benet wurden ein perfektes Team am Berg und sind seit Jahrzehnten ein glückliches Paar. Seit 1989 ist Meroi mit Benet verheiratet, der auch ihr ständiger Seilpartner ist. Als Team entwickelten sie sich allmählich zu Extrembergsteigern und waren auch an den Achttausendern des Himalaya zusammen unterwegs.
Romano Benet erkrankte im Frühjahr 2009 an Knochenmarkaplasie, und ohne ihren Mann unternahm Meroi keine neue Expedition. Zu seiner Genesung waren zwei Knochenmarktransplantationen und eine lange Isolationsphase notwendig. Im Januar 2010 verunglückte der mehrmalige Expeditionsteilnehmer und ihr Schwager in spe, Luca Vuerich, beim Eisklettern tödlich. Ab 2012 unternahmen Meroi und Benet wieder gemeinsam Expeditionen, wie zum Kangchendzönga.
Wohnhaft sind Meroi und Benet in Fusine Laghi, einer kleinen Ortschaft der Fraktion Fusine, Gemeinde Tarvis, Provinz Udine, Region Friaul-Julisch Venezien im Drei-Länder-Eck Italien, Slowenien und Österreich. In Tarvisio betreiben sie seit Dezember 2008 einen Sportartikelladen.

## Höhenbergsteigerin
Meroi ist eine erfahrene Höhenbergsteigerin, die eine lange Liste von Begehungen aufweisen kann. Sie hat alle Achttausender ohne zusätzlichen Sauerstoff und ohne Fremdunterstützung erreicht.
2003 war sie die erste Frau, die die Achttausender Gasherbrum I, Gasherbrum II und Broad Peak im Karakorum hintereinander in nur 20 Tagen bestiegen hatte. 2007 gelang ihr die Begehung des Mount Everest ohne Sauerstoffflaschen, und sie war damit die Frau, die zu diesem Zeitpunkt die meisten Achttausender bestiegen hatte. Mit der Besteigung des Manaslu im Jahre 2008 hatte Meroi ihren elften Achttausender erklommen. Am 17. Mai 2014 bestiegen Meroi und Benet den Kangchendzönga sowie am 12. Mai 2016 den Makalu. Mit der Annapurna erreichten beide gemeinsam am 11. Mai 2017 den letzten noch fehlenden Achttausender.

### Stil der Expeditionen
Alle Unternehmungen zu den Himalaya-Riesen waren Kleinexpeditionen ohne Kameraleute, Fotografen, Träger und Unterstützer. Beschränkung auf minimale Ausrüstung und einen engen, befreundeten Teilnehmerkreis ermöglichten, mit geringer Sponsorenunterstützung auszukommen und verschaffte ein hohes Maß an Flexibilität. Leila Meroi (* 1976), Merois Schwester und Lebensgefährtin von Luca Vuerich († 2010), organisierte die Expeditionen, betreute die Homepage und den E-Mail-Account, stemmte die Organisation der Basislager und unterstützte sie sonst von zu Hause aus. Meroi ist nicht sehr an der Vermarktung ihrer Erfolge interessiert und gibt vergleichsweise wenige Vorträge, Lesungen und Treffen mit Pressevertretern. Dies ermöglicht ihr nicht nur mehr Unabhängigkeit, sondern auch mehr Ehrlichkeit. Meroi sagte: „Mediale Präsenz für Sponsoren: Das war nicht unser Bergsteigen.“

### Bergethik
Meroi ist der Ansicht, dass Alpinismus mehr ist als der Erfolg am Gipfel. Wichtig sei auch das Erkunden und Entdecken, beim Bergsteigen lerne man die Welt, aber auch sich selbst kennen. Gipfel sind aus Merois Sicht deshalb keine harte Arbeit, kein Leidensweg zum Ziel, sondern der Weg des Glücks. Daher zähle auch nicht nur der Gipfelerfolg, wie 1994 am K2, als sie eine neue Route auf den Gipfel eröffnen wollten, aber auf einen freistehenden Turm geklettert waren, der sie von der Hauptwand und damit vom Gipfel trennte. Danach folgte, was Meroi als wichtigste Tat am Berg bezeichnet: „Umkehr ohne Scham“; rechtzeitig umzukehren ist überlebenswichtig. Aggressives, kompetitives Vorgehen am Berg schadet mehr als es nützt.
Ihre Botschaft ist: „Wenn ihr Höhenbergsteigen wollt, macht es mit Geduld und Leidenschaft! Schritt für Schritt, ohne nach Abkürzungen zu suchen, in einer ehrlichen Auseinandersetzung mit dem Berg und euch selbst.“

### „Wettlauf der Frauen“
Ab 2006 gelang es mehreren Frauen, Achttausender zu besteigen, und es war abzusehen, dass die Erste sehr bald alle 14 Achttausender bestiegen haben würde. Meroi war diejenige, die bereits 2007 die meisten Achttausender bestiegen hatte, dann erkrankte ihr Mann schwer und Meroi verzichtete auf weitere Besteigungen. Die Österreicherin Gerlinde Kaltenbrunner und die Baskin Edurne Pasaban hatten auch bereits mehrere Gipfelerfolge erzielt. Sowohl Meroi als auch Kaltenbrunner verzichteten auf zusätzlichen Sauerstoff; Pasaban benutzte Sauerstoff nur in wenigen Passagen. Die Koreanerin Oh Eun-sun benutzte in großem Umfang Hilfsmittel, Sauerstoff und eine große Logistik, um den Vorsprung einzuholen, was ihr letztendlich auch gelang.
In der Presse wurde dies als der große Wettlauf der Frauen inszeniert, aber sowohl Meroi als auch Kaltenbrunner und Pasaban dementierten, dass sie dies als Wettrennen gesehen hätten. Meroi war der Ansicht, dass dies von der Presse zu einem irrwitzigen Kräftemessen hochstilisiert worden sei, das die Männer schon veranstaltet hätten. „Sie haben ein männliches Prinzip auf die Frauen umgelegt und das ist wirklich schade“.
Siehe auch: Besteigung aller Achttausender#2006 bis 2010 – Die ersten Frauen

## Ehrungen und Auszeichnungen
Am 8. März 2010 verlieh der damalige Staatspräsidenten Giorgio Napolitano Nives Meroi den Titel Commendatore della Repubblica, die Dritte Klasse des Verdienstordens der Italienischen Republik.
In St. Moritz wurde Meroi und Benet 2016 der „Albert Mountain Award“ der King Albert I Memorial Foundation verliehen.

## Erfolge
- 1994: K2 als erster 8000er, es blieb jedoch bei einem Versuch, als erste Frau die NW-Wand auf teilweise neuer Route zu durchsteigen, 8450 m wurden erreicht.
- 1995: Bhagirathi II (6450 m) im Garhwal-Himalaya, Neuroute an der Nordwand, Neuroute im Abstieg über die Südwand, anschließende Besteigung über den Normalweg.
- 1996: Mount Everest, auf 8000 m wegen der schlechten Wetterbedingungen zusammen mit Benet und Filippo Sala am Nordgrat gescheitert.
- 1998: Erster Achttausender-Gipfel, der Nanga Parbat, erste Italienerin und neunte Frau der Welt am Gipfel, über die Kinshofer-Route in nur neun Stunden vom letzten Lager den Gipfel erreicht.
- 1999: Gipfel des Shisha Pangma, nur 10 Tage später Gipfel des Cho Oyu, Versuch am Mount Everest.
- 2000: Versuche der Besteigung der bis dahin undurchstiegenen Nordseite des Gasherbrum II, eines der letzten „Probleme“ des Himalaya. Schlechte Witterung verhinderte einen Erfolg, fünf schwierigere Sechstausender konnten dennoch erstmals erstiegen werden.
- 2001: Mazeno Peak (7120 m), die politische Situation nach den Ereignissen des 11. September führte zum frühzeitigen Abbruch der „Dreier“-Expedition (Meroi-Benet-Vuerich) und verhinderte so eine erfolgreiche Erstdurchsteigung der schwierigen kombinierten 3000 Meter hohen Nordwand im Alpinstil.
- 2003: Erste Frau und erst zweite Seilschaft insgesamt, die die drei 8000er der Gasherbrum-Gruppe (Gasherbrum I, Gasherbrum II und Broad Peak) hintereinander bestieg. Sie brauchte dazu 20 Tage, 1983 brauchten Erhard Loretan, Marcel Ruedi und Jean-Claude Sonnenwyl dafür 15 bzw. letzterer 17 Tage; Versuch des K2 von Norden.
- 2004: Gipfel des Lhotse. Ein Besteigungsversuch des K2 über die Nordseite zum 50-Jahre-Jubiläum seiner Erstbesteigung musste wegen schlechter Wetterbedingungen abgebrochen werden.
- 2005: Besteigung des Dhaulagiri scheiterte am 8157 Meter hohen Vorgipfel wegen schlechter Verhältnisse und in Ermangelung eines Seiles. Ein Versuch an der Annapurna wurde wegen Schlechtwetters abgebrochen.
- 2006: Gipfel des Dhaulagiri. Ein Versuch an der Annapurna wurde wegen ständig abgehender Eislawinen auf 6600 Metern abgebrochen. Gipfel des K2, erste Italienerin, bis dahin erst siebente Frau der Welt, neben dem italienischen Paar erreichten in diesem Jahr nur noch zwei weitere japanische Bergsteiger (jedoch mit zusätzlichem Sauerstoff) den Gipfel.
- 2007: Gipfel des Mount Everest, erster Gipfelerfolg einer Italienerin ohne Flaschensauerstoff.[6] Ein Besteigungsversuch des Makalu in der Nachmonsunzeit scheiterte oberhalb des Makalu La (7400 m) auf Grund zu großer Schneemengen, welche zu zweit nicht bis zum Gipfel durchgespurt werden konnten; andere Expeditionen waren nicht am Berg.
- 2007/2008: Versuch der Wintererstbesteigung des Makalu: es war sehr kalt, stürmische Winde zerstörten das aufgebaute Lager, dadurch verloren sie Ausrüstung, Nahrungsvorräte und Kommunikationsgeräte. Schlussendlich wurde der Versuch der Winterbegehung abgebrochen. Beim Abstieg brach sich Meroi das Wadenbein, Benet musste sie hinuntertragen, daran schloss sich ein mehrtägiger Krankenhausaufenthalt in Kathmandu bis zur Überstellung nach Italien an.[3]
- 2008: Manaslu zusammen mit ihrem Mann und Luca Vuerich. Der Hauptgipfel wurde bereits 13 Tage nach Ankunft im Basislager erreicht, der Abstieg vom Gipfel ins Basislager mit Abbau aller Zwischenlager erfolgte in 10,5 Stunden, auf 6900 Metern erfolgten durch Leila Meroi höhenmedizinische Untersuchungen.
- 2009: Ursprünglich geplante Besteigung des Kangchendzönga auf Grund von regionalen politischen Unruhen schon während des Anmarsches abgebrochen. Stattdessen Versuch an der Annapurna-Südwand („Polenroute“), ungünstige Gletscherbedingungen und labile Séracs erschwerten den Zustieg zur Wand, erneuter Abbruch, erreichte Höhe 5600 Meter (Materiallager). Rückkehr zum Kangchendzönga. Abbruch zwischen Lager 3 und 4 auf ca. 7500 Metern Höhe, einen Tag vor dem Gipfelsturm. Benet litt an zunehmender Erschöpfung, ein Gehirnödem konnte durch Schnelltests ausgeschlossen werden. Nives Meroi verzichtete auf einen weiteren Aufstieg, um ihren Mann ins Basislager bringen zu können, der Abstieg wurde zum Martyrium.
- 2011: Besteigungen im Alpenraum mit ihrem soweit genesenen Mann, im Herbst Besteigung des Mera Peak (6476 m) im Khumbu-Tal.[12][13]
- 2012: Anfang April, erstmals seit Benets Krankheit, Aufbruch in den Himalaya zum Kangchendzönga. Nachdem die Expedition gut verlaufen war und beide schnell unterwegs waren, verirrten sie sich im Gipfelaufstieg im Dunkeln in der Route. Als sie den Irrtum bei Tagesanbruch bemerkten, kehrten sie unverrichteter Dinge zurück zum Basislager und reisten wieder nach Hause.[14][4]
- 2014: Am 17. Mai erreichen Meroi und Benet den Gipfel des Kangchendzönga.[15]
- 2016: Am 12. Mai waren Meroi und Benet am Gipfel ihres 13. Achttausenders: dem Makalu.[16]
- 2017: Am 11. Mai erreichte sie gemeinsam mit Benet, zwei Spaniern und zwei Chilenen den Gipfel der Annapurna (ihr 14. Achttausender).[9]

## Veröffentlichungen
- Ich werde dich nicht warten lassen. Der Kangchenzönga, Romano und ich. Oder unser 15. Achttausender. Tyrolia Verlag, Innsbruck 2016, ISBN 978-3-7022-3505-5.[17]